# Цукэмоно

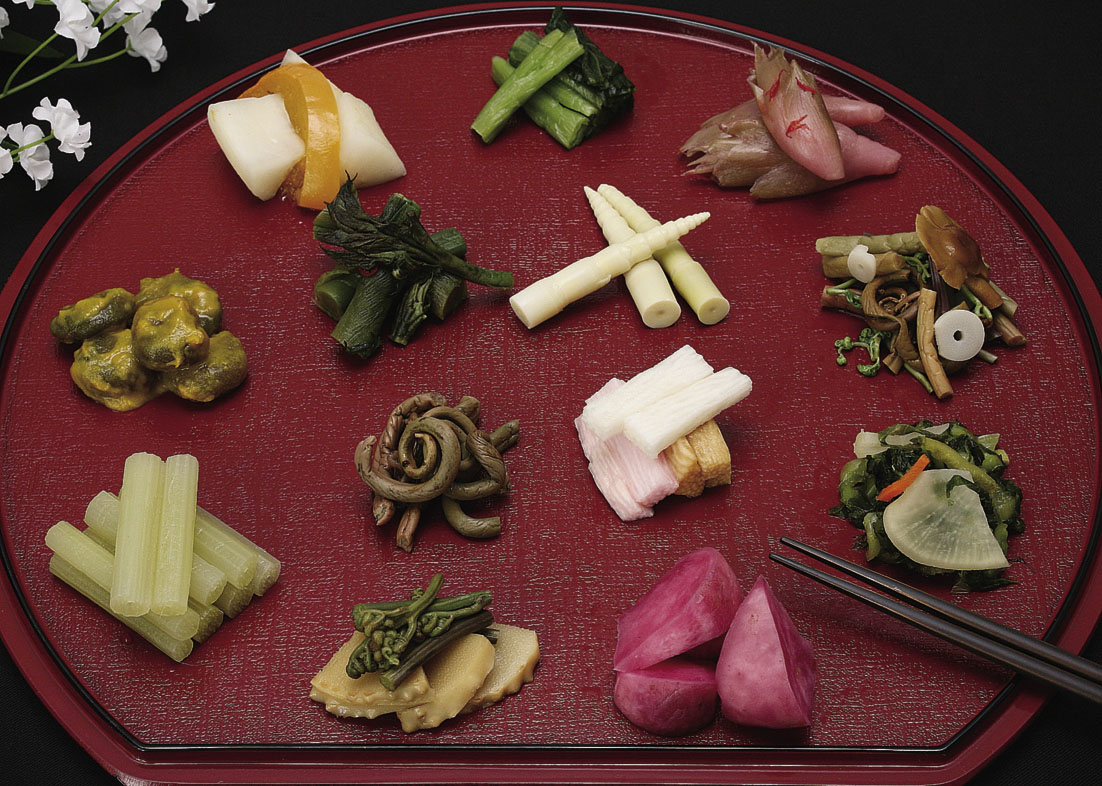
Ассорти из цукэмоно

Цукэмоно (яп. 漬物 つけもの, маринованное блюдо) — японские овощи, обычно маринованные в соли, рассоле или рисовых отрубях. Их подают в качестве гарнира к рису, закуски к напиткам, как сопровождение или гарнир к обедам, а также в качестве блюда в кайсэки.

## История
Впервые цукэмоно появилось в Японии в VIII веке. Согласно письменным источникам, цукэмоно раньше готовили с солью и блюдо было недоступным для простолюдинов ввиду высокой цены. В эпоху Нара (VIII век) существовало семь видов цукэмоно.
В эпоху Эдо начала осуществляться продажа блюда в обычных магазинах.

## Виды цукэмоно
- Аса-дзукэ[англ.] (быстрое маринование)
- Бэни-сёга[англ.] (имбирь)
- Бэттара-дзукэ[англ.] (дайкон)
- Фукудзин-дзукэ[англ.] (овощная смесь)
- Гари (имбирь)
- Касу-дзукэ[англ.]
- Караси-дзукэ[англ.]
- Мацумаэ-дзукэ[англ.]
- Нара-дзукэ[англ.]
- Нозавана-дзукэ[англ.]
- Нука-дзукэ[англ.]
- Сэнмай-дзукэ
- Сиба-дзукэ — баклажаны, замаринованные с красными листьями сисо.
- Такуан
- Васаби-дзукэ (японский хрен)
- Умэбоси (слива)
- Раккё-дзукэ (шалот)
- Хакусай-дзукэ (китайская капуста)
- Кику суномоно (цветки съедобной (овощной) хризантемы)